# Кий (бильярд)

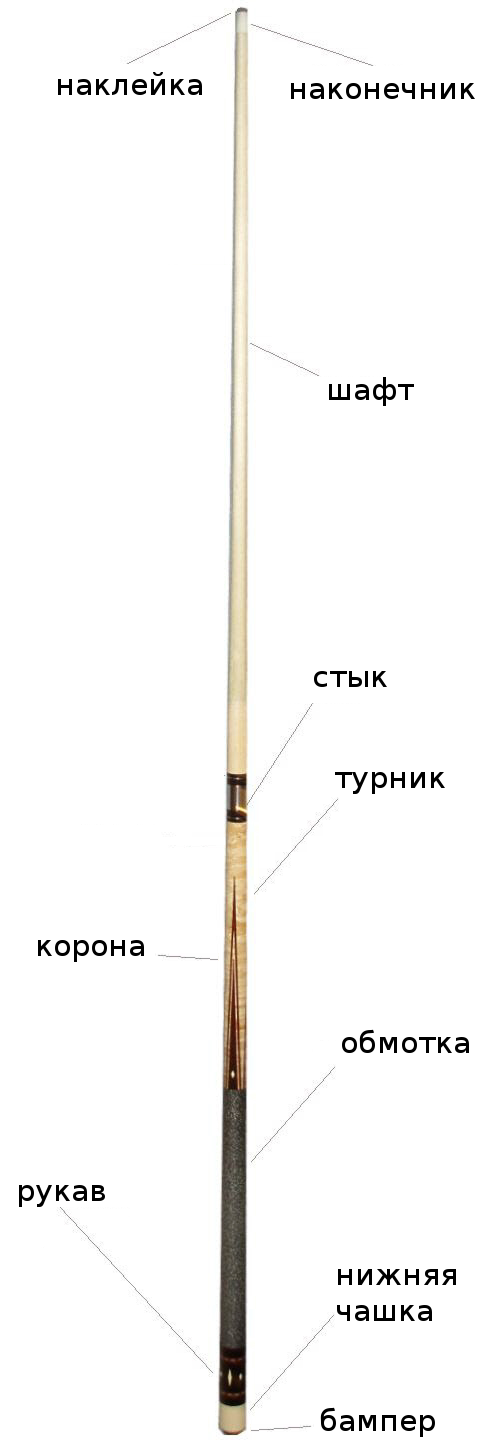
Устройство кия

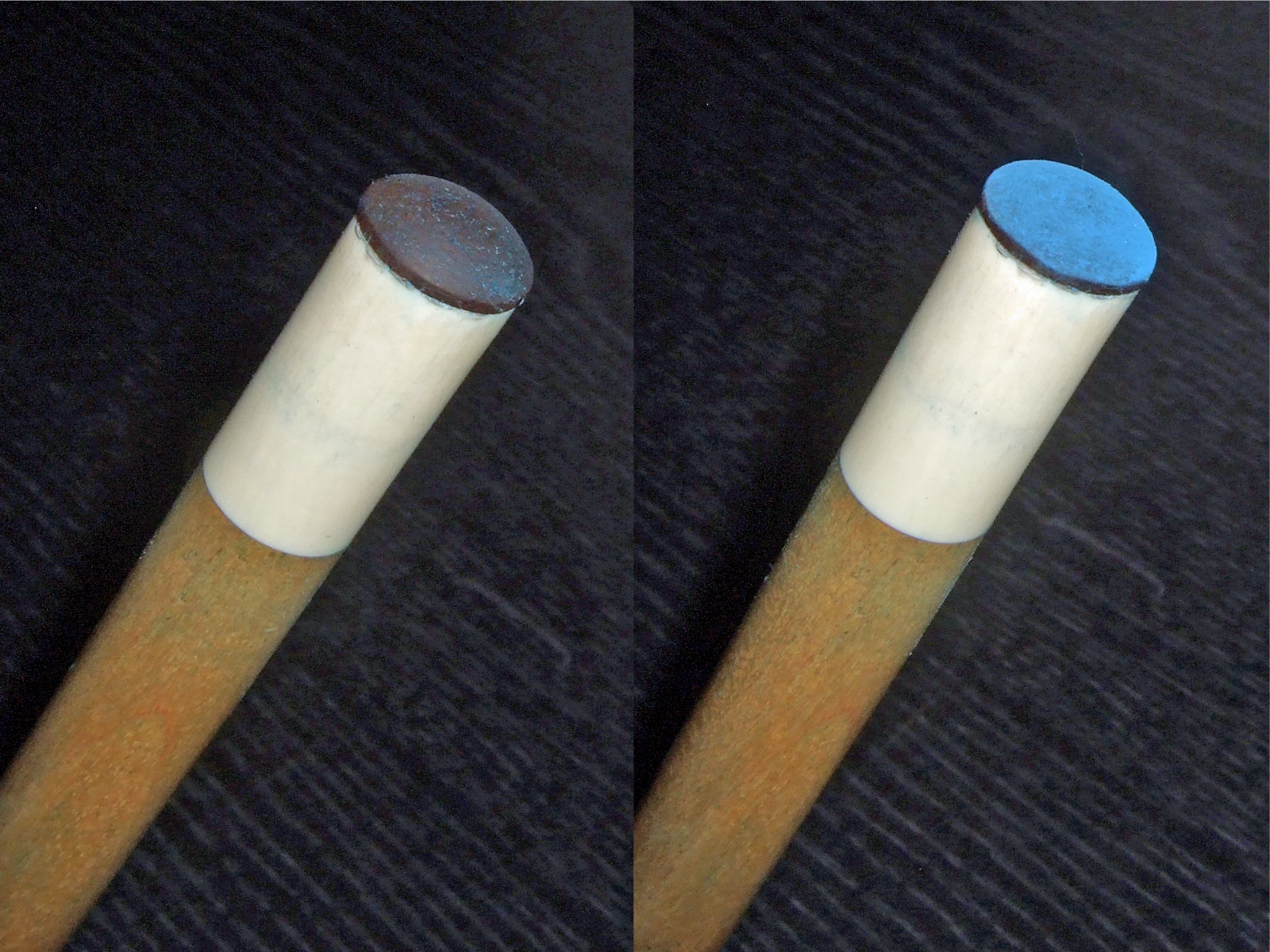
Феруле (наконечник шафта) и наклейка с мелом и без

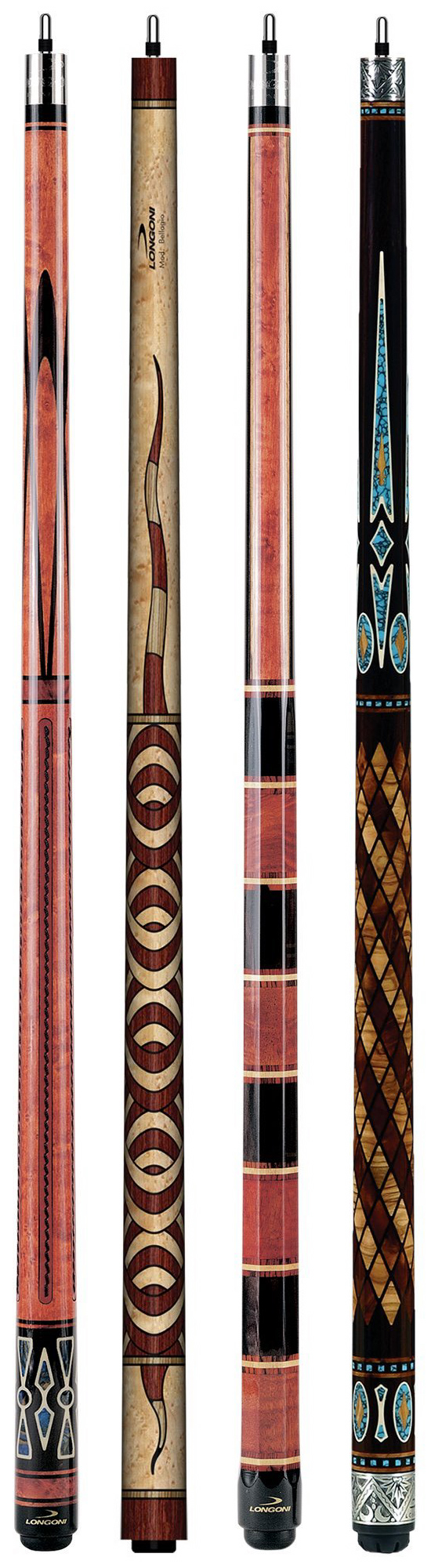
Различные виды турняков

Кий (от праслав. *kyjь «палка, жердь») — инструмент для игры в бильярд. Представляет собой изделие в виде длинной, тонкой палки, преимущественно из дерева, предназначенное для нанесения ударов по шару на бильярдном столе.

## Разновидности
В профессиональной бильярдной практике игроки высшего уровня, как правило, используют индивидуально подобранные кии, избегая применения стандартного инвентаря, предоставляемого в публичных заведениях. Для дисциплины «русская пирамида» установлены строгие параметры снаряжения: длина кия регламентируется диапазоном 158—164 см. При подборе экземпляра для любителей рекомендуется ориентироваться на антропометрические данные игрока. Согласно методике, кий, установленный турняком (усиленным основанием) на горизонтальную поверхность, должен достигать наклейкой (верхним элементом) уровня между подбородком и носом пользователя. Для американского пула данная зона смещается на 15-20 см ниже.
Что касается массы, кии для «русской пирамиды» традиционно изготавливаются с весом до 720—750 г, однако спортивные модификации, ориентированные на повышение маневренности, ограничиваются 650 г. Такие различия обусловлены требованиями к балансу между динамическим контролем и устойчивостью при выполнении ударов. Указанные стандарты закреплены в технических регламентах профессиональных ассоциаций и учитывают как эргономические, так и игровые аспекты.

## Устройство кия
Обычно кии имеют двухсоставную конструкцию: шафт и турняк, реже — трёхсоставную. Части соединяются между собой резьбовым соединением.
Шафт
Верхняя часть кия называется шафт, именно этой частью выполняется удар по шару. Он состоит из нескольких элементов: древка, наконечника и наклейки. Поперечное сечение шафта увеличивается от наконечника к месту стыка. Длина и толщина шафта существенно влияют на игровые характеристики кия: более длинный и тонкий шафт обеспечивает более мягкие удары, тогда как короткий и толстый — более жесткие. Для изготовления шафта могут использоваться разные породы древесины.
Наклейка (набойка) — часть кия, которая непосредственно соприкасается с шарами при ударе. Обычно изготавливается из натуральной прессованной и многослойной кожи и проходит специальную обработку. Она приклеивается к концу шафта, точно подгоняется по диаметру и закругляется. Поверхность наклейки должна иметь слегка ворсистую структуру, чтобы бильярдный мел лучше держался на ней. В свою очередь мел на наклейке увеличивает трение между кием и битком. Это помогает:
- предотвратить соскальзывание — мел заполняет микротрещины на поверхности наконечника, обеспечивая надежное сцепление,
- контролировать вращение — без мела боковые или сложные удары (с применением «кручёного» шара, удара сверху и пр.) становятся менее предсказуемыми.
- повысить точность — трение позволяет точнее передать усилие на биток, сохраняя задуманную траекторию[1].

Наконечник предназначен для защиты шафта от повреждений и расщеплений, а также для снижения вибраций при ударе. Как правило, наконечники изготавливаются с резьбовым соединением, позволяющим накручивать их на шафт. Для обеспечения более надежного крепления резьба дополнительно обрабатывается клеевым составом. Наконечник также известен под названиями «стакан» или «феруле» (от англ. ferrule — наконечник). В производстве используются материалы, такие как капролон (конструкционный полимер) и латунь, в элитных киях используется титан.
Современные производители предлагают два основных типа наконечников. Первый тип — наконечник-колпачок, внешне напоминающий наперсток, полностью покрывающий кончик шафта, при этом наклейка фиксируется непосредственно на наконечнике. Второй тип — сквозной наконечник, выполненный в форме широкого кольца, на который наклейка клеится непосредственно на конец шафта. В качестве альтернативы наконечнику может применяться специальная фибра — прокладка, размещаемая между кием и наклейкой. Фибра изготавливается из пластика или текстолита.
Резьбовая скрутка или стык представляет собой соединение верхней и нижней частей кия. Изготавливается она из различных материалов, включая древесину, пластик, латунь, бронзу, сталь, титан и алюминиевые сплавы. Ключевым требованием к скрутке является её идеальная центровка и обеспечение максимально плотного и надежного соединения обеих частей. Концы соединяемых частей, называемые торцами, дополнительно защищаются посредством обжатия металлическими или пластиковыми бандажными кольцами, что способствует сохранности деревянного материала. Резьба скрутки может иметь разнообразные формы, варьируясь от стандартной метрической до более сложной трапециевидной конструкции, которая позволяет точно и плотно соединять элементы кия.
Турняк
Нижняя часть кия называется турняк (иногда турник). Турняк представляет собой нижнюю и наиболее массивную часть кия, в которой размещается груз, обычно состоящий из свинцовых утяжелителей. Этот груз разделён на несколько частей и равномерно распределён по всей длине турняка. На поверхность турняка наносят специальную обмотку, которая обеспечивает комфортный и надёжный хват. Обмотку изготавливают из натурального провощённого волокна, кожаной или силиконовой ленты.
Пятка, также известная как «чашка», служит в первую очередь для защиты задней части турняка от механических повреждений, расщеплений и других воздействий. Аналогично стыкам в зоне скрутки, чашка турняка может быть усилена металлическими или пластиковыми бандажными кольцами, обеспечивающими дополнительную защиту и повышение прочности кия. К пятке крепится резиновый подпятник или бампер, защищающий кий от повреждений и загрязнений при ударе об пол.
Существуют два основных метода изготовления кия — «венский запил» и «корона». Как разновидность венского запила может использоваться так называемый «Тюльпан». Каждый из видов запилов обеспечивает плотность и «стабильность» игрового инструмента, а также эффектный внешний вид.
В процессе создания эксклюзивных бильярдных киёв применяются драгоценные металлы и редкие сорта древесины, причём выбор породы дерева оказывает непосредственное влияние на плотность удара, что является критически важным параметром для игровых характеристик. Наиболее оптимальными для производства профессионального инвентаря признаны твёрдые породы, такие как эбеновое дерево, гонсало альвес (бокоте), палисандр, кокоболо и змеиное дерево (англ. snakewood), плотность которых достигает 1400 кг/м³. Однако их использование ограничено ввиду высокой стоимости и дефицита сырья. Особую ценность представляют кии, изготовленные вручную мастерами экстра-класса. Например, изделия Джорджа Балабушки — американского специалиста русского происхождения — на аукционных торгах достигают стоимости в десятки тысяч долларов, что подчёркивает их статус как объектов коллекционирования и профессионального спортивного снаряжения.
Многие профессиональные игроки в снукер часто используют эксклюзивные кии сделанные британcким мастером Джоном Пэррисом.